# Frostburg

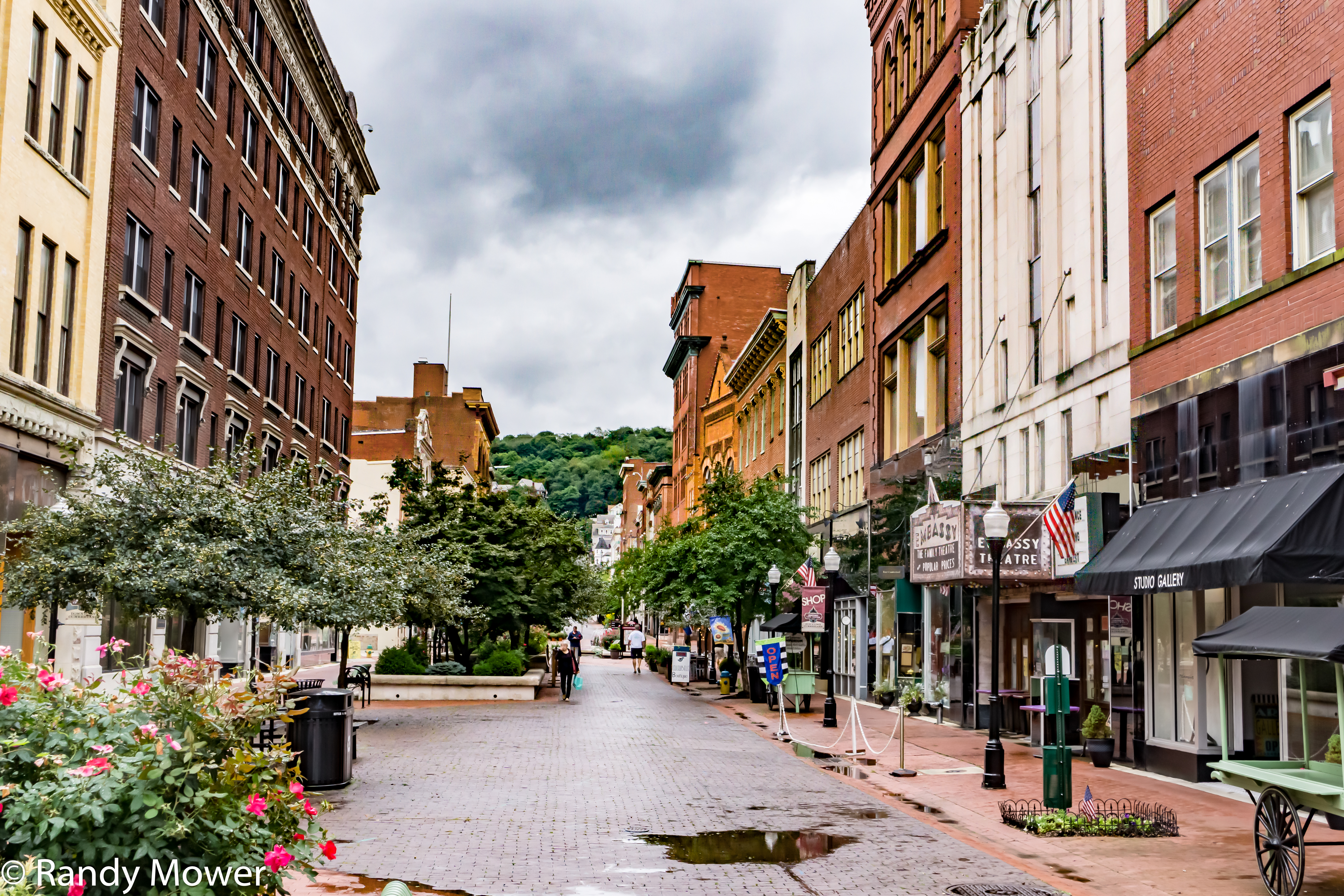

Frostburg är en stad i Allegany County i den amerikanska delstaten Maryland med en yta av 7,9 km² och en folkmängd, som uppgår till 7 873 invånare (2000). Frostburg är säte för Frostburg State University.
Meschach Frost lät bygga ortens första hus år 1812 och kallade huset Highland Hall. Orten hette först Mount Pleasant. Frostburg fick sitt nuvarande namn år 1820.